# テポキサリン
テポキサリン(Tepoxalin)は、アメリカ合衆国と欧州連合で、犬への使用が認可された非ステロイド性抗炎症薬である。
股関節異形成や関節炎のような骨格筋の病気による炎症や痛みの緩和のために最初に用いられる。
Zubrinの商標名で販売されている。